# Gran Premio Industria e Artigianato
Il Gran Premio Industria e Artigianato, noto fino al 1976 come Circuito di Larciano, è una corsa in linea maschile di ciclismo su strada che si disputa annualmente nel paese di Larciano, in provincia di Pistoia, Italia. Dal 2005 fa parte del circuito UCI Europe Tour come gara di categoria 1.1 e nel 2017 è stata promossa a 1.HC.
L'edizione del 1997 valse come campionato italiano di ciclismo su strada.

## Storia
Nato nel 1967 con il nome di Circuito di Larciano, si trattava di una serie di criterium non ufficiali. Nel 1977 fu rinominato Gran Premio Industria e Artigianato di Larciano. Nel 1979 la corsa si cominciò a disputare in un unico giorno.
Durante gli anni '90 e gli inizi del 2000 la corsa apparteneva alla categoria 1.2. Con la creazione dei Circuiti continentali UCI la corsa fu elevata a categoria 1.1.
Nel 2015, a causa dei costi di organizzazione sempre maggiori e dello scarso interesse da parte dei corridori e dei team di primo livello, l'organizzatore decise di annullare l'evento. L'anno successivo fu riproposta la gara nel periodo di marzo, all'indomani delle Strade Bianche e tre giorni prima della partenza della Tirreno-Adriatico, in modo da attirare le squadre World Tour e maggiori sponsor.

## Percorso
La corsa si svolge attorno alla città di Larciano, su due anelli stradali ben distinti. Il primo di 22,3 km da ripetere quattro volte privo di asperità significative. Il secondo invece, da ripetere anch'esso per quattro tornate, si snoda sulla distanza di 27,5 km e prevede le quattro ascese del Fornello, per proseguire fino allo scollinamento sul San Baronto e la susseguente discesa verso Lamporecchio. Per raggiungere infine il rettilineo finale dov'è posto lo striscione d'arrivo.

## Albo d'oro
Aggiornato all'edizione 2024.
| Anno                                | Vincitore                             | Secondo                               | Terzo                                 |
| Circuito di Larciano                | Circuito di Larciano                  | Circuito di Larciano                  | Circuito di Larciano                  |
| ----------------------------------- | ------------------------------------- | ------------------------------------- | ------------------------------------- |
| 1967                                | Michele Dancelli                      | Franco Bitossi                        | Vittorio Adorni                       |
| 1968                                | Vittorio Adorni                       | Franco Bitossi                        | Gianni Motta                          |
| 1969                                | Franco Bitossi                        | Gianni Motta                          | Felice Gimondi                        |
| 1970                                | Franco Bitossi                        | Mauro Simonetti                       | Jean-Pierre Monseré                   |
| 1971                                | Felice Gimondi                        | Franco Bitossi                        | Rik Van Linden                        |
| 1972                                | non disputato                         | non disputato                         | non disputato                         |
| 1973                                | Franco Bitossi                        | Eddy Merckx                           | Felice Gimondi                        |
| 1974                                | Giacinto Santambrogio                 | Franco Bitossi                        | Ole Ritter                            |
| 1975                                | Roger De Vlaeminck                    | Francesco Moser                       | Felice Gimondi                        |
| 1976                                | Felice Gimondi                        | Walter Riccomi                        | Mauro Vannucchi                       |
| Gran Premio Industria e Artigianato |                                       |                                       |                                       |
| 1977                                | Giancarlo Tartoni                     | Gabriele Mugnaini                     | Attilio Rota                          |
| 1978                                | Francesco Moser                       | Alfio Vandi                           | Vittorio Algeri                       |
| 1979                                | Vittorio Algeri                       | Francesco Moser                       | Pierino Gavazzi                       |
| 1980                                | Giuseppe Saronni                      | Pierino Gavazzi                       | Bruno Leali                           |
| 1981                                | Pierino Gavazzi                       | Gianbattista Baronchelli              | Alfio Vandi                           |
| 1982                                | Gianbattista Baronchelli              | Pierino Gavazzi                       | Silvano Contini                       |
| 1983                                | Fabrizio Verza                        | Sergio Santimaria                     | Jesper Worre                          |
| 1984                                | Marco Franceschini                    | Giuseppe Passuello                    | Emanuele Bombini                      |
| 1985                                | Pierino Gavazzi                       | Jesper Worre                          | Sergio Scremin                        |
| 1986                                | Giovanni Bottoia                      | Marco Giovannetti                     | Dag-Erik Pedersen                     |
| 1987                                | Marino Amadori                        | Stefano Colagè                        | Gianni Bugno                          |
| 1988                                | Massimo Ghirotto                      | Stefano Colagè                        | Gianbattista Baronchelli              |
| 1989                                | Edward Salas                          | Gianbattista Bardelloni               | Maurizio Fondriest                    |
| 1990                                | Dmitrij Konyšev                       | Massimo Ghirotto                      | Leonardo Sierra                       |
| 1991                                | Gianni Faresin                        | Stefano Cortinovis                    | Giuseppe Petito                       |
| 1992                                | Gianni Faresin                        | Stefano Colagè                        | Daniel Steiger                        |
| 1993                                | Marco Saligari                        | Pëtr Ugrumov                          | Maurizio Molinari                     |
| 1994                                | Francesco Casagrande                  | Bjarne Riis                           | Andrea Ferrigato                      |
| 1995                                | Andrea Ferrigato                      | Angelo Canzonieri                     | Luca Gelfi                            |
| 1996                                | Michele Bartoli                       | Francesco Casagrande                  | Claudio Chiappucci                    |
| 1997                                | Gianni Faresin                        | Francesco Casagrande                  | Valentino Fois                        |
| 1998                                | Romāns Vainšteins                     | Mario Manzoni                         | Luca Mazzanti                         |
| 1999                                | Massimo Podenzana                     | Danilo Di Luca                        | Luca Scinto                           |
| 2000                                | Danilo Di Luca                        | Sergio Barbero                        | Nicola Miceli                         |
| 2001                                | Davide Rebellin                       | Francesco Casagrande                  | Danilo Di Luca                        |
| 2002                                | Stefano Garzelli                      | Giuliano Figueras                     | Francesco Casagrande                  |
| 2003                                | Juan Manuel Fuentes                   | Gabriele Colombo                      | Fabiano Fontanelli                    |
| 2004                                | Damiano Cunego                        | Igor Astarloa                         | Ruggero Borghi                        |
| 2005                                | Luca Mazzanti                         | Ruggero Marzoli                       | Freddy González                       |
| 2006                                | Damiano Cunego                        | Daniele Pietropolli                   | Franco Pellizotti                     |
| 2007                                | Vincenzo Nibali                       | Franco Pellizotti                     | Mychajlo Chalilov                     |
| 2008                                | Eddy Ratti                            | Francesco Ginanni                     | Luis Laverde                          |
| 2009                                | Daniele Callegarin                    | Gabriele Bosisio                      | Jackson Rodríguez                     |
| 2010                                | Daniele Ratto                         | Miguel Ángel Rubiano                  | Franco Pellizotti                     |
| 2011                                | Ángel Vicioso                         | Giovanni Visconti                     | Mauro Finetto                         |
| 2012                                | Filippo Pozzato                       | Fabio Taborre                         | Kristijan Đurasek                     |
| 2013                                | Mauro Santambrogio                    | Patrik Sinkewitz                      | Oscar Gatto                           |
| 2014                                | Adam Yates                            | Davide Formolo                        | Francesco Manuel Bongiorno            |
| 2015                                | cancellato                            | cancellato                            | cancellato                            |
| 2016                                | Simon Clarke                          | Andrea Fedi                           | Giovanni Visconti                     |
| 2017                                | Adam Yates                            | Richard Carapaz                       | Rigoberto Urán                        |
| 2018                                | Matej Mohorič                         | Marco Canola                          | Davide Ballerini                      |
| 2019                                | Maximilian Schachmann                 | Mattia Cattaneo                       | Andrea Vendrame                       |
| 2020                                | annullata per la Pandemia di COVID-19 | annullata per la Pandemia di COVID-19 | annullata per la Pandemia di COVID-19 |
| 2021                                | Mauri Vansevenant                     | Bauke Mollema                         | Mikel Landa                           |
| 2022                                | Diego Ulissi                          | Alessandro Fedeli                     | Xandro Meurisse                       |
| 2023                                | Ben Healy                             | Amanuel Gebreigzabhier                | Mark Stewart                          |
| 2024                                | Marc Hirschi                          | Thomas Silva                          | Diego Ulissi                          |

### Vittorie per nazione
Aggiornate all'edizione 2024.
| Pos. | Paese         | Vittorie |
| ---- | ------------- | -------- |
| 1    | Italia        | 41       |
| 2    | Spagna        | 2        |
| 2    | Australia     | 2        |
| 2    | Gran Bretagna | 2        |
| 2    | Belgio        | 2        |
| 6    | Russia        | 1        |
| 6    | Lettonia      | 1        |
| 6    | Slovenia      | 1        |
| 6    | Germania      | 1        |
| 6    | Irlanda       | 1        |
| 6    | Svizzera      | 1        |